# Muhlbach-sur-Munster
Muhlbach-sur-Munster är en kommun i departementet Haut-Rhin i regionen Grand Est (tidigare regionen Alsace) i nordöstra Frankrike. Kommunen ligger i kantonen Munster som tillhör arrondissementet Colmar. År 2022 hade Muhlbach-sur-Munster 817 invånare.

## Befolkningsutveckling
Antalet invånare i kommunen Muhlbach-sur-Munster
| Referens: INSEE |